# Mala Șkarivka, Polonne
Mala Șkarivka (în ucraineană Мала Шкарівка) este localitatea de reședință a comunei Mala Șkarivka din raionul Polonne, regiunea Hmelnîțkîi, Ucraina.

## Demografie
Componența lingvistică a localității Mala Șkarivka
     Ucraineană (99,48%)
     Alte limbi (0,52%)
Conform recensământului din 2001, majoritatea populației localității Mala Șkarivka era vorbitoare de ucraineană (99,48%), existând în minoritate și vorbitori de alte limbi.